# Trachycarpus takil
Трахикарпус такиль (или такильский) Trachycarpus takil, пальма Кумаон, — это веерная пальма, которая является эндемиком предгорий Гималаев в Южной Азии. Она очень похожа на Trachycarpus fortunei. 

## Распространение
Пальма произрастает в округе Кумаон провинции Уттаракханд на северо-западе Индии и в соседнем западном Непале.  Пальма растет на высоте 1800–2700 м и регулярно попадает под снег и мороз в своей естественной среде обитания, где холодные зимы.

## Описание
Трахикарпус такиль вырастает до 10-15 метров в высоту, с грубым стволом, покрытым частичными волокнами от старых оснований листьев, поскольку он сбрасывает свои листья естественным образом, оставляя только небольшую часть основания листьев на стволе, которые также исчезают со временем.
Это одна из самых холодостойких пальм с высоким стволом, выдерживающая температуру от −14 до −20 °C и, возможно, больше (официальных исследований не проводилось). Тем не менее, возможно повреждение листьев или полное выпадение из-за экстремальных температур. Зона морозостойкости USDA - 7а/7b.
Его легко отличить от Trachycarpus fortunei с младенчества по следующим признакам:
- молодые растения, имеющие тенденцию к косому росту
- молодой ствол отчетливо конической формы
- Ствол взрослой особи покрыт очень плотно обхватывающимися (не взъерошенными) каштановыми коричневыми волокнами
- Короткие, треугольные, прямостоячие язычки на влагалищах листьев терминального побега
- Листья более раскидистые, а листья предыдущего года расположены чуть ниже последних цветоносных лопаток, рефлекторных, хотя и еще живых, из-за того, что листовая пластинка неравномерно разделена только примерно до середины
- плоды более отчетливо однородные или значительно шире, чем высокие
- первые листья у прорастающих семян T. takil дубликаты (имеют только два гребня, отличающиеся от T. fortunei четырехглавыми первыми листьями).

## Культивация
Трахикарпус Такиль культивируется как декоративное дерево, в том числе используется в качестве холодостойкой уличной пальмы в более холодном климате, чем большинство пальм.
Успешно интродуцирован на ЮБК.

## Галерея

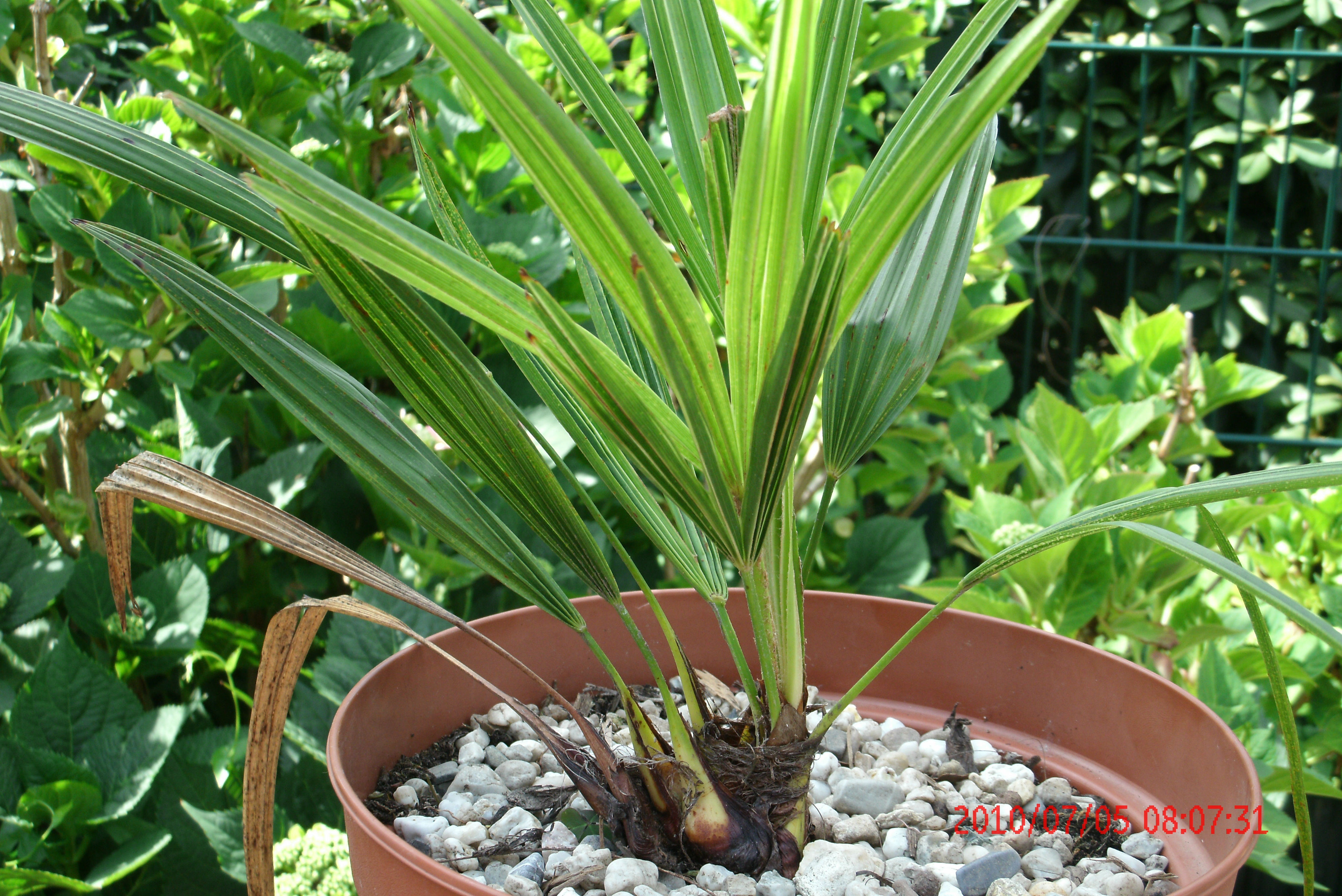
Молодой Трахикарпус такиль
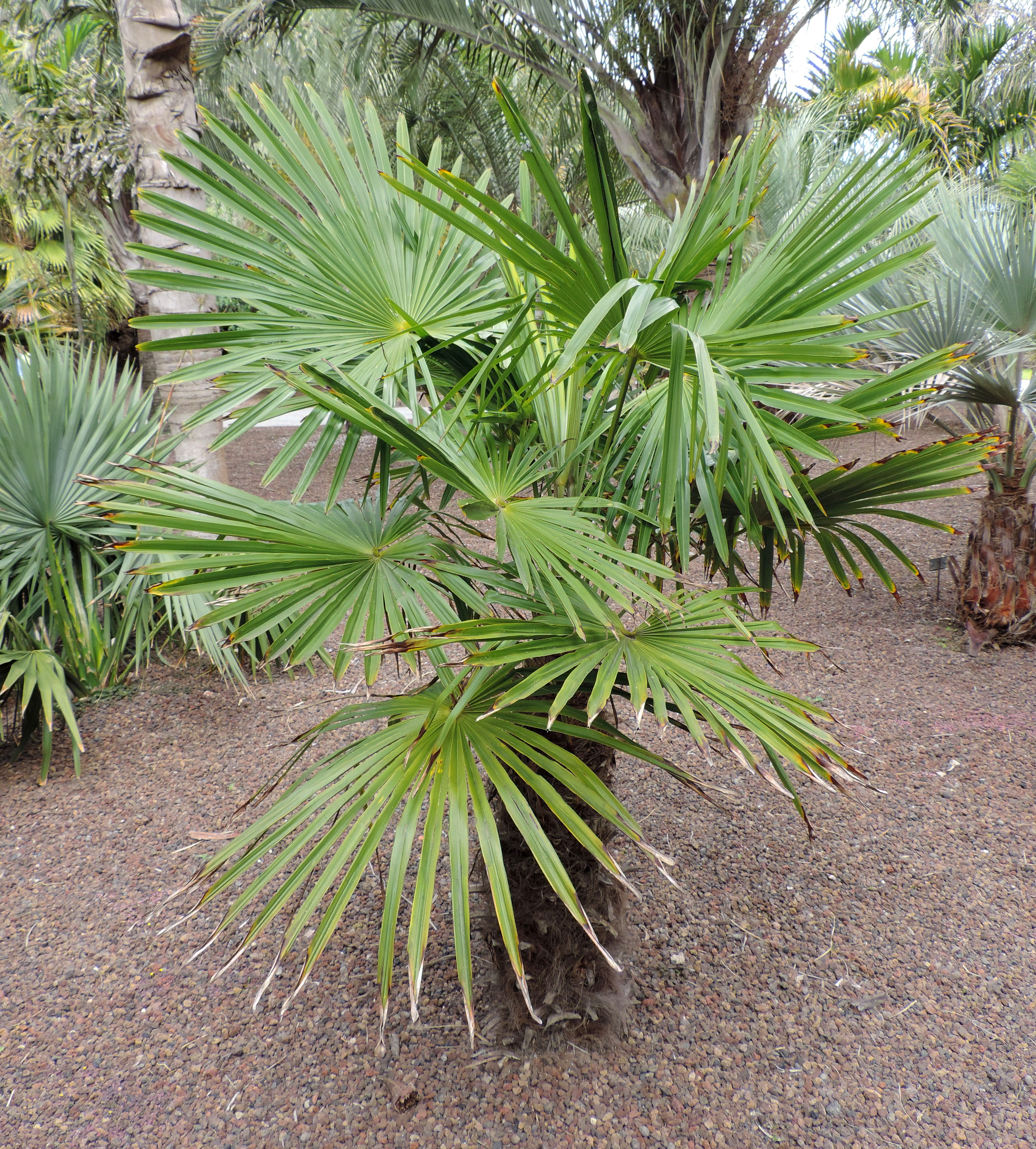
Такиль на Канарских островах
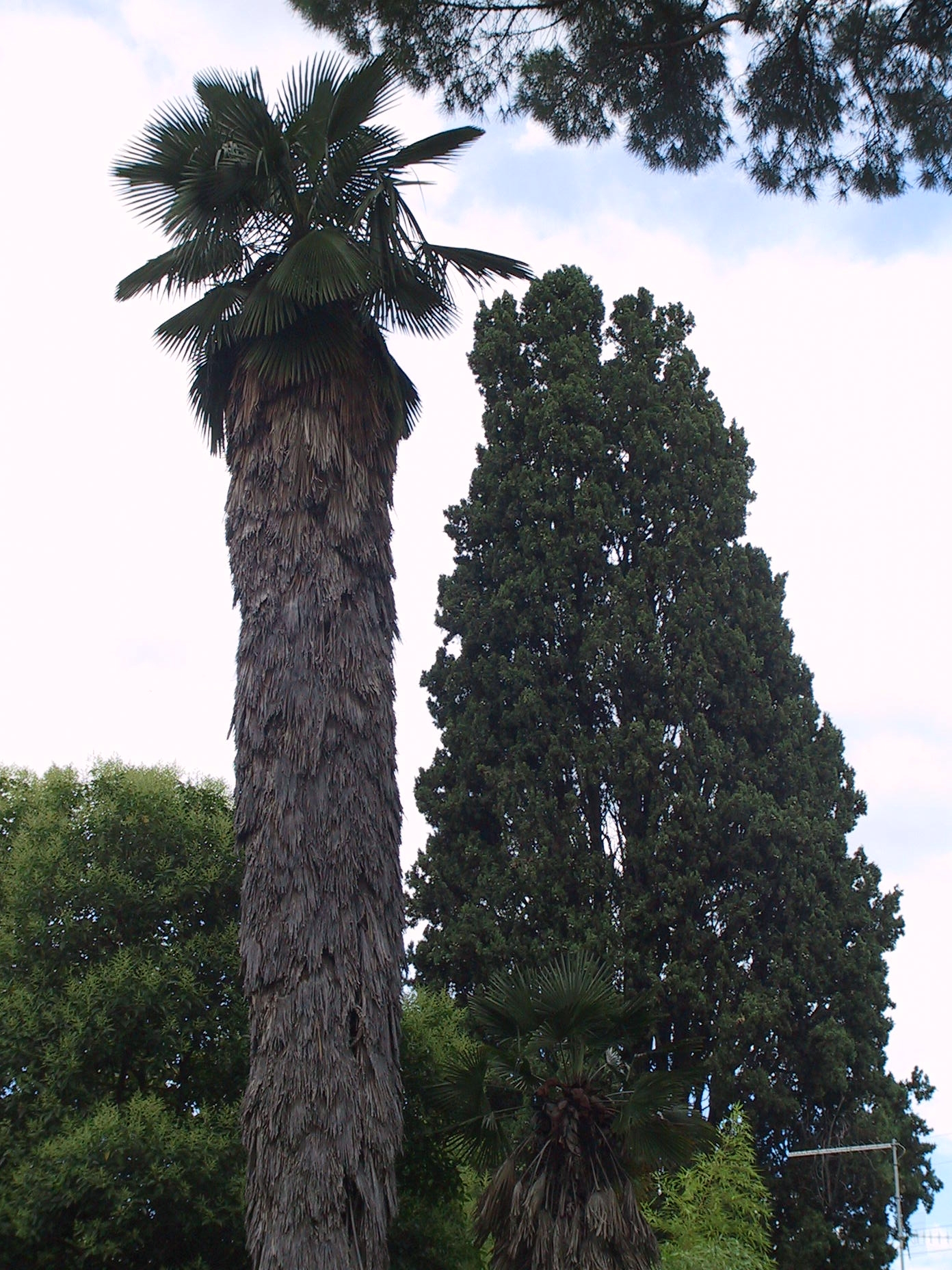
Взрослый Такиль во Флоренции